# 雛乃つばめ
雛乃 つばめ（ひなの つばめ、1980年2月20日 - ）は、日本のAV女優。
東京都出身。ブレスプロモーション所属。
相原このみ、雛野つばめ 名義での出演作がある。

## 略歴
- 1998年 - 『誘惑メロン』でAVデビュー。
- 当初は相原このみの芸名でヌードグラビアモデルとして活動。
- 2002年頃まで活動した。

## 作品

### アダルトビデオ・ＤＶＤ
- 誘惑メロン （1998年12月30日、ティファニー（h.m.p））
- 夢のオッパイちゃん （1999年2月25日、ティファニー（h.m.p））
- 気分はもう変態 エッチ汁ひとしずく （1999年3月25日、ティファニー（h.m.p））
- 美少女EROS恋写館63 相原このみ （1999年5月15日、株式会社バウハウス）
- プライム（1999年6月25日、アリスJAPAN）
- 逆ソープ天国（1999年7月23日、バビロン）
- 女尻（1999年8月26日、アリスJAPAN）
- ラビリンス（2001年2月24日、エクストリーム）
- Pretty（2001年4月6日、エクストリーム）
- 逆ナンパ雛乃つばめが行く高田馬場編（2001年9月１日、桃太郎映像出版）
- 超-股間のアングル（2001年12月27日、ワンズファクトリー）
- Angel（2002年2月2日、アイデアポケット）
- コスプレックス 2（2002年2月2日、桃太郎映像出版）
- MOODYZ青春白書2（2002年3月1日、MOODYZ）共演:池乃内るり、宝生奈々
- Ｃａｎｄｙ　Ｇｉｒl（2002年3月25日、幻映舎）
- 撮ったぜ！雛乃つばめ (Part1&2)（2002年4月1日、オーロラプロジェクト）
- シークレットレッスン　淫乱学園（2002年4月13日、幻映舎）
- 陵辱バスガイド（2002年6月21日、TMA）
- 夏祭りゆかた美人大集合（2002年8月10日、桃太郎映像出版）共演:七瀬ななみ、山本恵、桐沢みゆ、 叶愛
- 僕だけの巨乳ママ（2002年8月21日、ワープエンタテインメント）
- Mo-bius OVER II (前・後編)（2002年9月6日、オーロラプロジェクト）
- Miss ボイン!!（2002年10月3日、ドリームチケット）他出演:川村智花、星野流宇
- GOLDEN LUCKY !!03（2002年10月17日、ドリームチケット）他出演:萩原さやか、中谷カイト
- 東京メイド倶楽部 Grande2（2002年11月20日、ドリームチケット）他出演:夏樹友香、臼井利奈
- ギャングバング 男を貪る可愛い顔した小悪魔たち（2002年11月22日、桃太郎映像出版）共演:奥菜つばさ 、広瀬心美、 月咲ゆりあ 、愛内るい
- オナニー Toy’s Story （2003年1月24日桃太郎映像出版）共演:湯川えり、奥菜つばさ、川村智花
- プロジェクトX 超精射たち Vol.8（2003年7月21日誅臣蔵）
- 調教バスガイド（2003年9月5日TMA）※陵辱バスガイドと同内容
- もし…こんな妹がいたら ～第1章～（2003年11月16日GUTS）共演:早坂えり、 織田エリカ
- BEAST 雛野つばめの巨乳でごめんなさい（2003年11月20日、ビースト企画）
- 撮ったぜ！雛乃つばめ (Part1&2)（2007年5月26日（再版）、オーロラプロジェクト）
- Mo-bius OVER II (前・後編)（2007年10月27日（再版）、オーロラプロジェクト）

発売時期不明
- FACE　(アウダースジャパン)
- 妹の秘密(林檎)※Candy Girlと同内容
- 先生のおっぱい(フリービジョン)
- レモンの好奇心(citron)
- 聖しこの夜(エクストリーム)
- SEXストリートギャルズ6
- Iモード(幻映舎)